# آشيا
آشيا هي بلدية في اليابان، وبلدة في اليابان، تقع في فوكوكا، ومقاطعة أونغا، بلغ عدد سكانها 13,902 نسمة وذلك حسب إحصائيات سنة 2017، تبلغ مساحتها 11.60 كيلومتر مربع.

## الموقع
تشترك في الحدود مع:
- كيتاكيوشو
- أونغا  [لغات أخرى]‏
- أوكاغاكي  [لغات أخرى]‏
- ميزوماكي.